# John Beckram
John George Beckram (* August 1881 in Sunderland; † 19. März 1933 ebenda) war ein englischer Fußballspieler.

## Karriere
Beckram gehörte als Schüler der Schulauswahl von Sunderland an und spielte dabei auch in einem Auswahlspiel gegen die Schülerauswahl von Sheffield.
In der Folge spielte er für Sunderland Selbourne in der Wearside League und galt dort als einer der besten Stürmer. Im November 1901 wurde er für eine Ablösesumme von 8 £ vom Erstligisten Sheffield United verpflichtet, bei denen er als Profi einen Wochenlohn von 2 £ erhielt; kurz zuvor hatte Sheffield mit Alf Common bereits einen Spieler aus Sunderland verpflichtet. Sein Klub Selbourne veranstaltete anlässlich seines Abschieds einen „Smoker“, eine informelle Männerrunde, bei der er einen ledernen Reisekoffer als Abschiedsgeschenk erhielt. Beckram blieb die folgenden beiden Spielzeiten zwar ohne Pflichtspieleinsatz für die erste Mannschaft von Sheffield United, im Rahmen eines Benefizspiels anlässlich der einen Monat zuvor geschehenen Stadion-Katastrophe im Glasgower Ibrox Park kam er aber im Mai 1902 gegen den Lokalrivalen Sheffield Wednesday zu einem Auftritt. Daneben war er regelmäßig im Reserveteam im Einsatz und traf dabei unter anderem im Stadtderby gegen die Reserve von Wednesday bei einer 2:3-Niederlage im November 1902.
Zur Saison 1903/04 wechselte er in die Second Division zu Bradford City, sein Sheffield-Mannschaftskamerad Sam Bright wurde ebenfalls verpflichtet. Der Klub war erst wenige Monate zuvor gegründet worden und wurde von Football League in dem Versuch gegenüber dem in Bradford lokal populäreren Rugby in der Zuschauergunst aufzuholen, in die Liga aufgenommen. Beckram gehörte am 1. September 1903 beim historischen ersten Pflichtspiel des Klubs, einer 0:2-Liganiederlage gegen Grimsby Town zum Aufgebot, bei der er nach Pressemeinung neben Dickie Guy und Johnny McMillan zu den besten Spielern seines Teams zählte. Nach einer weiteren Niederlage gegen Gainsborough Trinity verlor er seinen Platz für die nächsten Monate, auf der rechten Halbstürmerposition durften sich jeweils kurzzeitig Jack Forrest, Ben Prosser und Everett Moore versuchen. Im Dezember 1903 rückte er wieder in die Mannschaft und behielt seinen Platz im Team bis Saisonende. Die folgende Spielzeit 1904/05 startete Beckram mit jeweils einem Treffer in den ersten beiden Spielen, bevor ihn eine schwere Knieverletzung für längere Zeit außer Gefecht setzte. Der 2:1-Heimsieg gegen Burslem Port Vale blieb Beckrams letzter Einsatz in der Football League, im Januar 1905 notierte ein Journalist über Beckram, dass dieser „nur eine Chance in der ersten Elf erhält, wenn sich ein anderer verletzt.“
Beckram stand spätestens im Januar 1905 im Reserveteam wieder auf den Fußballplatz, mit der Zweitvertretung gewann er am Saisonende die West Yorkshire League und den West Riding Challenge Cup. Nach seiner Zeit bei Bradford, für die er in 26 Pflichtspieleinsätzen insgesamt 8 Tore erzielt hatte, spielte er die folgenden Jahren für einige Klubs im Non-League football, zumeist im Nordosten Englands: nach einem Aufenthalt beim FC West Stanley lief er für Denaby United in der Midland League auf; anschließend für Wallsend Park Villa und Spennymoor United in der North Eastern League.
Beckram starb 51-jährig im März 1933 und wurde von seiner Mutter überlebt.